# Крива Круша
Крива Круша (мкд. Крива Круша) је насеље у Северној Македонији, у средишњем државе. Крива Круша припада општини Чашка.

## Географија
Крива Круша је смештена у средишњем делу Северне Македоније. Од најближег већег града, Велеса, насеље је удаљено 20 km југозападно.
Насеље Крива Круша се налази у историјској области Грохот. Насеље је смештено изнад долине речице Тополке. Западно од насеља издиже се планина Јакупица. Надморска висина насеља је приближно 550 метара.
Месна клима је континентална.

## Становништво
Крива Круша је према последњем попису из 2002. године имала 2 становника.
Према истом попису претежно становништво у насељу су етнички Македонци (100%).
Већинска вероисповест је православље.